# كايمبفيريا روتوندا
كايمبفيريا روتوندا (الاسم العلمي: Kempferia rotunda)، نوع نباتي يتبع جنس الزنجبيل من الفصيلة الزنجبيلية

## موطنه الأصلي:
الصين، قوانغدونغ، قوانغشي، هاينان، تايوان، يونان، وشبه القارة الهندية، ونيبال ،وبنغلاديش، و الهند الصينية، وتزرع في أماكن أخرى مثل جاوة وماليزيا وكوستاريكا.

## الاستخدام
هو نبات حار له العديد من الإستخدامات الطبية والطب البديل، ويسمى أيضًا، بهومي تشامبا، والزعفران الهندي، وزنجبيل الطاووس، والخولنجان مستدير الجذور.

## الزراعة
نادرًا ما يتم العثور عليه في البرية، يتم زراعته في مشاتل عشبية صغيرة لإستخدامه في تحضير الأدوية.

## الزهور
الزهرة ذات اللون النيلي تنبثق من داخل التربة، تظهر الزهرة قبل وقت طويل من ظهور البراعم الورقية البيضاء، لا يمكن رؤية الزهرة والورقة في نفس الوقت،

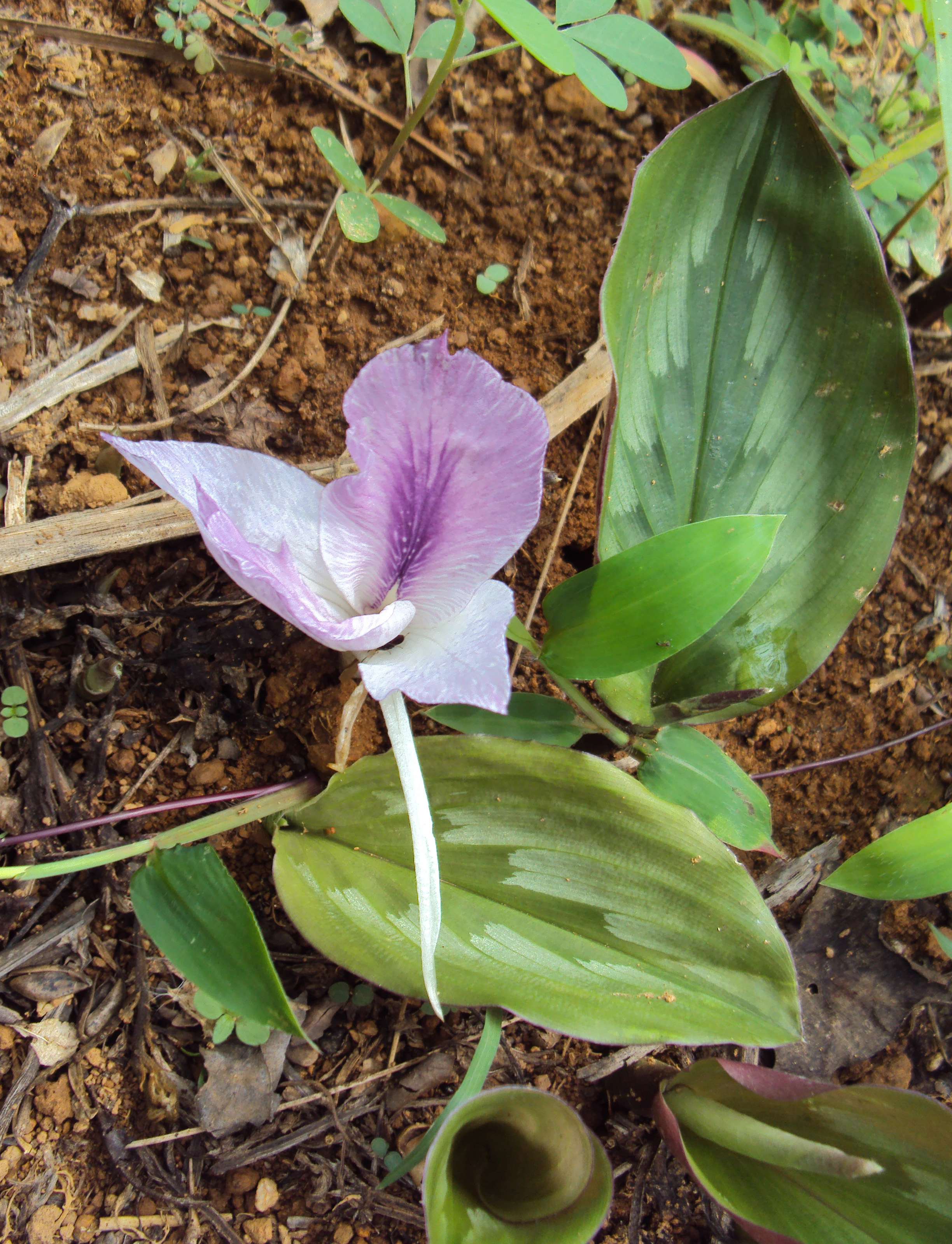
كايمبفيريا روتوندا

تحتوي الزهرة على مادة سامة تستخدم في بعض العلاجات الطبية.